# Almutaster pauciflorus
 Almutaster pauciflorus   (Nutt.) A.Löve & D.Löve, 1982  è una specie di piante angiosperme dicotiledoni della famiglia delle Asteraceae, sottofamiglia Asteroideae,  tribù Astereae (North American lineage) e sottotribù Symphyotrichinae.  Almutaster pauciflorus è anche l'unica specie del genere  Almutaster  A.Löve & D.Löve, 1982.

## Etimologia
Il nome generico (Almutaster ) è stato dato in onore di Almut G. Jones, (1923 -), un americano specializzato nella tribù degli Aster. L'epiteto specifico (pauciflorus) signfica "pochi fiori".
Il nome scientifico della specie è stato definito dai botanici Thomas Nuttall (1786-1859), Áskell Löve (1916-1994) e Doris Benta Maria Löve (1918-2000) nella pubblicazione " Taxon; Official News Bulletin of the International Society for Plant Taxonomy. Utrecht" (Taxon 31: 356) del 1982. Il nome scientifico del genere è stato definito nella stessa pubblicazione.

## Descrizione

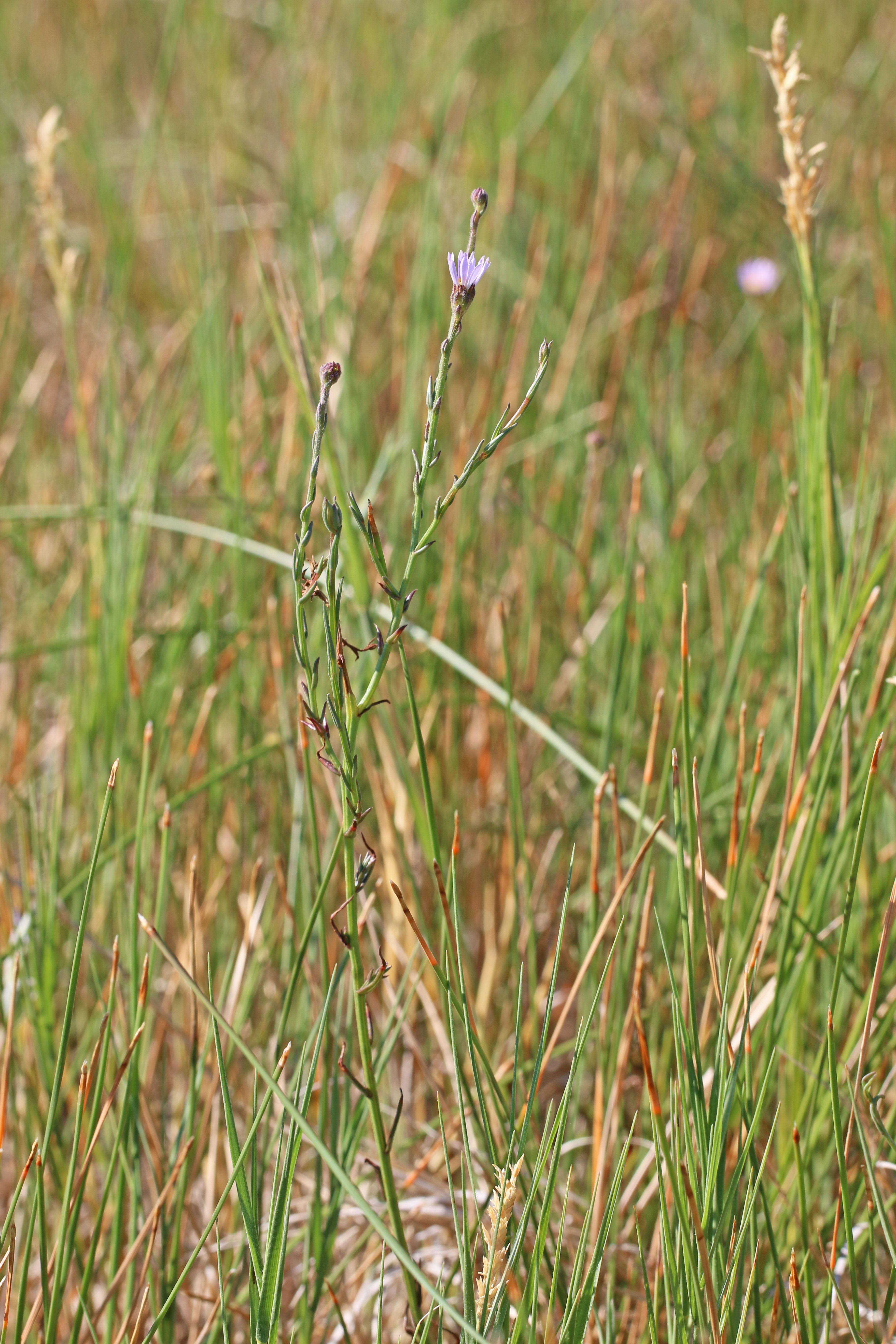
Il portamento

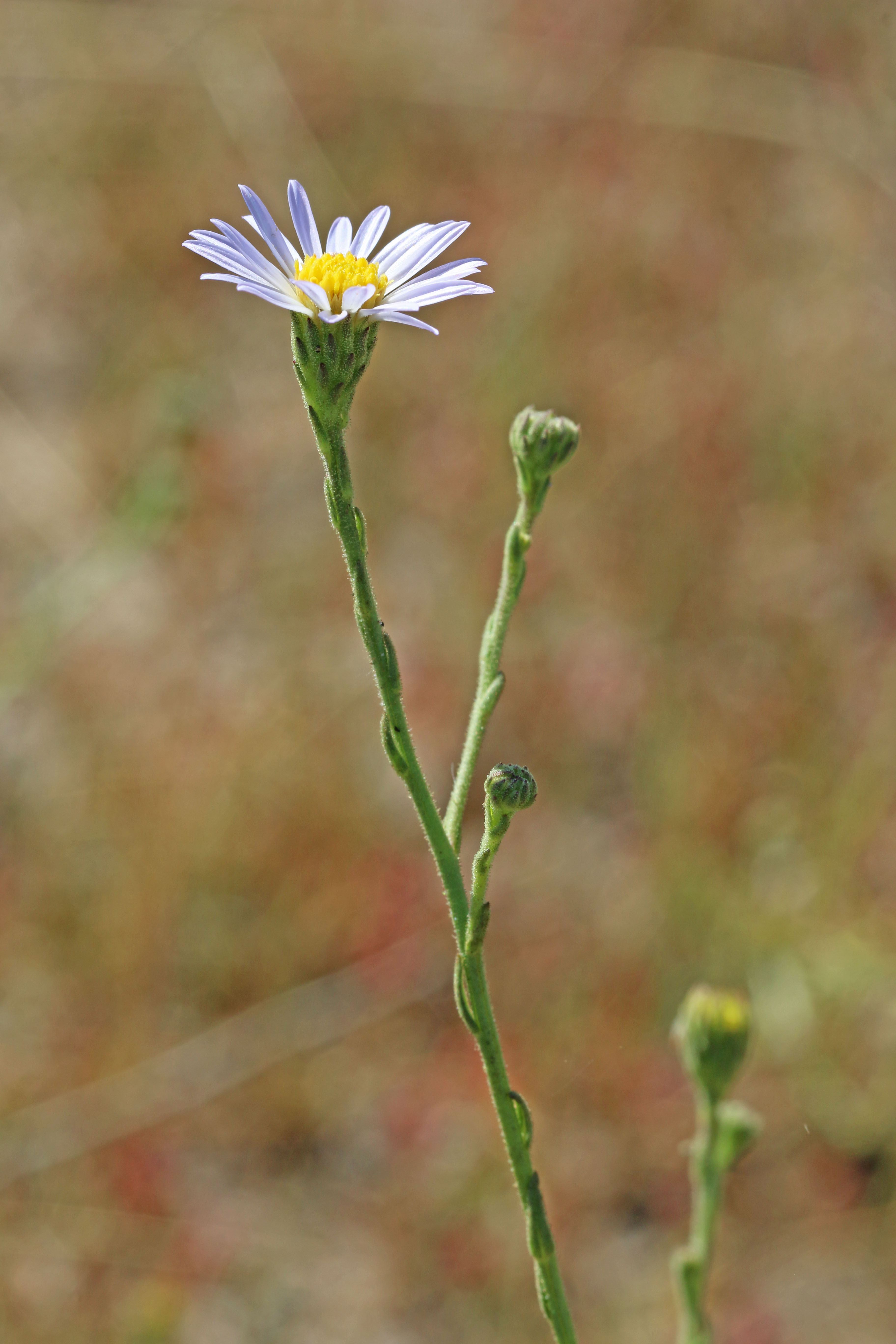
Infiorescenza

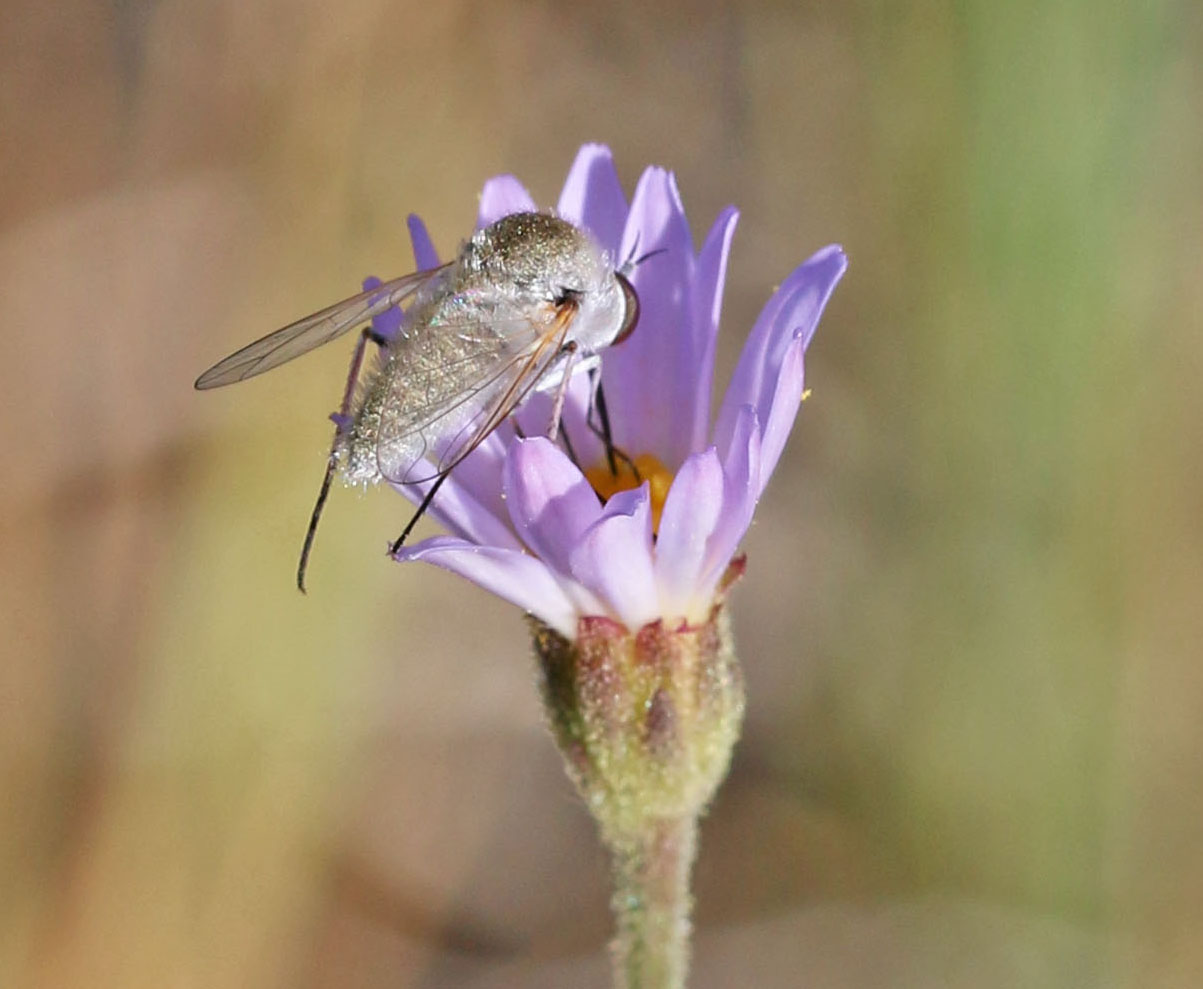
I fiori

Portamento. La specie di questa voce ha un habitus erbaceo perenne. L'indumento nelle parti basse è glabro, è stipitato-ghiandoloso altrove.
Fusto. La parte aerea in genere è eretta, semplice o ramosa. La parte sotterranea è rizomatosa. Altezza media: 30 - 120 cm.
Foglie. Le foglie, sia basali (picciolate) che cauline (sessili) sono spesse e lungo il caule sono disposte in modo alterno. La lamina è intera, revoluta, raramente dentata e mai divisa in lobi. La forma è stretta con 3 nervature longitudinali; i contorni variano da lineari a oblungo-spatolati (foglie basiali), o da lineari-lanceolati a lineari (quelle cauline). Lunghezza delle foglie: da 10 a 100 mm.
Infiorescenza. Le sinflorescenze sono sia scapose (capolini solitari) che composte da alcuni capolini (5 - 10) raccolti in formazioni corimbose o panicolate. Le infiorescenze vere e proprie sono composte da un capolino terminale peduncolato di tipo radiato con fiori eterogami. I capolini sono formati da un involucro, con forme ampiamente campanulate, composto da 22 - 44 brattee, al cui interno un ricettacolo fa da base ai fiori di due tipi: fiori del raggio e fiori del disco. Le brattee, piatte e a consistenza erbacea e apici acuti o mucronati, con margini scariosi, sono disposte in modo più o meno embricato su 3 - 4 serie. Il ricettacolo, bucherellato, è nudo ossia senza pagliette a protezione della base dei fiori; la forma è da piatta a leggermente convessa. Dimensione degli involucri: 4,5 – 8 × 8 – 14 mm.
Fiori.  I fiori sono tetra-ciclici (formati cioè da 4 verticilli: calice – corolla – androceo – gineceo) e pentameri (calice e corolla formati da 5 elementi). Si distinguono in:
- fiori del raggio (esterni): sono 15 - 30 per capolino, sono femminili e disposti su una sola serie; la forma è ligulata (zigomorfa);
- fiori del disco (centrali): sono più numerosi (da 40 a 50) con forme brevemente tubulose (attinomorfe); sono ermafroditi.

- Formula fiorale:

*/x K {\displaystyle \infty }, [C (5), A (5)], G 2 (infero), achenio
- Calice: i sepali del calice sono ridotti ad una coroncina di squame.

- Corolla: 
  - fiori del raggio: la forma della corolla alla base è più o meno tubulosa-imbutiforme, mentre all'apice è ligulata (non avvolgente); la ligula può terminare con alcuni denti; il colore è bianco, blu o violaceo;
  - fiori del disco: la forma è tubulare bruscamente divaricata in 5 lobi; i lobi, eretti, hanno una forma deltata; il colore è giallo.

- Androceo: l'androceo è formato da 5 stami sorretti da filamenti generalmente liberi; gli stami sono connati e formano un manicotto circondante lo stilo; le teche (produttrici del polline) alla base sono troncate e sono lievemente auricolate (molto raramente sono speronate o hanno una coda); le appendici apicali delle antere hanno delle forme piatte e lanceolate; il tessuto endoteciale (rivestimento interno dell'antera) è quasi sempre polarizzato (con due superfici distinte: una verso l'esterno e una verso l'interno). Il polline è sferico con un diametro medio di circa 25 micron;  è tricolporato (con tre aperture sia di tipo a fessura che tipo isodiametrica o poro) ed è echinato (con punte sporgenti).[11][13]

- Gineceo: l'ovario è infero uniloculare formato da 2 carpelli.[7] Lo stilo (il recettore del polline) è profondamente bifido (con due stigmi divergenti) e con le linee stigmatiche marginali separate.[14] I due bracci dello stilo hanno una forma lanceolata e possono essere papillosi o ricoperti da ciuffi di peli.

Frutti. I frutti sono degli acheni con pappo; 
- achenio: gli acheni hanno una forma affusolata-obconica; la superficie è multinervata (7 - 10 nervature longitudinali), sparsamente strigosa;
- pappo: le setole (da 30 a 40) del pappo sono disposte su una serie; sono subuguali, barbate e attenuate all'apice.

## Biologia
Impollinazione: tramite insetti (impollinazione entomogama tramite farfalle diurne e notturne).

Riproduzione: la fecondazione avviene fondamentalmente tramite l'impollinazione dei fiori.

Dispersione: i semi cadono a terra e vengono dispersi soprattutto da insetti come formiche (disseminazione mirmecoria). Un altro tipo di dispersione è zoocoria: gli uncini delle brattee dell'involucro (se presenti) si agganciano ai peli degli animali di passaggio che portano così i semi anche su lunghe distanze. Inoltre per merito del pappo il vento può trasportare i semi anche per alcuni chilometri (disseminazione anemocora).

## Distribuzione e habitat
La specie di questa voce è distribuita in Messico, U.S.A. e Canada.

## Sistematica
La famiglia di appartenenza di questa voce (Asteraceae o Compositae, nomen conservandum) probabilmente originaria del Sud America, è la più numerosa del mondo vegetale, comprende oltre 23.000 specie distribuite su 1.535 generi, oppure 22.750 specie e 1.530 generi secondo altre fonti (una delle checklist più aggiornata elenca fino a 1.679 generi). La famiglia attualmente (2021) è divisa in 16 sottofamiglie; la sottofamiglia Asteroideae è una di queste e rappresenta l'evoluzione più recente di tutta la famiglia.

### Filogenesi
La tribù Astereae (una delle 21 tribù della sottofamiglia Asteroideae) comprende circa 40 sottotribù. In base alle ultime ricerche nella tribù sono stati individuati (provvisoriamente) 5 principali lignaggi:
- Basal grade: include alcuni generi isolati, il gruppo "South American-Oceania",  alcune sottotribù africane e il gruppo dei generi legnosi del Madagascar.
- Bellis lineage: comprende le sottotribù eurasiatiche e una sottotribù africana.
- Aster lineage: include i generi asiatici di Asterinae e i principali gruppi dell'Australia e dell'Oceania.
- Baccharis lineage: include alcuni gruppi sudamericani.
- North American lineage: include la vasta gamma di sottotribù del Nordamerica, Messico e alcuni gruppi distribuiti nel Sudamerica.

Il genere  Almutaster (insieme alla sottotribù Symphyotrichinae) è incluso nel lignaggio "North American lineage".
I caratteri distintivi della specie  Almutaster pauciflorus sono:
- le brattee dell'involucro sono uniformemente erbacee senza una parte apicale distintamente verde;
- la lamina delle foglie è lineare senza restringimento apicale e con venature parallele;
- i fiori del raggio sono bianchi;
- gli acheni sono fusiformi.

Il numero cromosomico delle specie di questo genere è: 2n = 18.

### Sinonimi
Sono elencati alcuni sinonimi per questa entità:
- Aster pauciflorus Nutt.
- Aster caricifolius  Kunth
- Aster hydrophilus  Greem ex Wooton & Standl.
- Aster pauciflorus var. gracillimus  A.Gray
- Tripolium caricifolium  (Kunth) S.Schauer
- Tripolium pauciflorum  Nees
- Venatris pauciflorus  Raf.